# Program Mercury

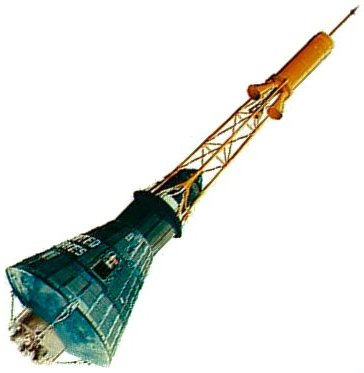
Kapsuła statku Mercury

Program Mercury (ang. Project Mercury) – pierwszy amerykański program załogowych lotów kosmicznych mający na celu wyniesienie astronautów na orbitę okołoziemską, realizowany w latach 1958–1963, początkowo przez NACA, a następnie przez nowo powstałą NASA.

## Historia
W 1958 roku, kiedy powstała NASA, narastało zainteresowanie lotami załogowymi. Jeszcze przed startem Sputnika wielu specjalistów rozpoczęło badania w tej dziedzinie. Zakładali wówczas, że pierwszym załogowym pojazdem będzie wyposażony w potężne silniki eksperymentalny samolot, który zostanie wyniesiony na orbitę na szczycie dużej rakiety. Jeden z pomysłów przewidywał wykorzystanie do tych celów ulepszonego X-15. Jednakże wymagało to czasu, a po 4 października 1957 roku wszystkim zaczęło się spieszyć. Powstało wtedy pytanie, jak najszybciej wystrzelić astronautę w kosmos.

### Projekt Adam
Von Braun przedstawił „Project Adam”, nazwany tak w nawiązaniu do biblijnego Adama. Chciał umieścić astronautę w kapsule umieszczonej wewnątrz osłony dzioba rakiety i wystrzelić go za pomocą rakiety Redstone na wysokość 240 kilometrów. Poparli go wojskowi, uzasadniając to tym, że przedsięwzięcie wyjdzie naprzeciw potrzebom US Army, chcącej podnieść mobilność i siłę uderzenia swoich wojsk. Oczywiście rakieta mogła osiągnąć cel przedstawiony przez von Brauna, jednak przedstawiony przez wojskowych argument nie znalazł akceptacji. Hugh Dryden, były dyrektor NACA, powiedział Komisji do Spraw Kosmosu Izby Reprezentantów: „Podrzucanie człowieka wysoko w powietrze i czekanie, aż wróci, ma z technicznego punktu widzenia taką samą wartość jak cyrkowy trick, polegający na wystrzeleniu dziewczyny z armaty”. Projekt umarł więc śmiercią naturalną w 1958 roku. Jednak nadejdzie czas kiedy w owym „cyrkowym tricku” Amerykanie będą pokładali wielkie nadzieje. Lot Sheparda nie był w zasadzie niczym innym jak realizacją „Projektu Adam” von Brauna.

### Człowiek w Kosmosie Jak Najprędzej
Siły Powietrzne miały jeszcze śmielsze plany. Były one oparte na obliczeniach firmy Convair, która zaprojektowała Atlasa. Stwierdzono, że jeśli wszystko przebiegnie dobrze, da się za pomocą tej rakiety umieścić na orbicie małą kapsułę z astronautą, na bardzo niskiej orbicie. Koncepcja MISS była kolejnym przykładem minimalizmu opartego na wąskim marginesie bezpieczeństwa. W czerwcu 1958 roku generał Schriever przedłożył plan, który zakładał przeprowadzenie misji do kwietnia 1960 roku, za 99 milionów dolarów.
„Projekt Adam”, MISS („Man In Space Soonest”, „Człowiek w Kosmosie Jak Najprędzej”) i kapsuła Fageta stały się zalążkami amerykańskiego załogowego programu kosmicznego. Pierwszy amerykański program załogowych lotów w kosmos został zatwierdzony przez pierwszego administratora NASA Thomasa Keitha Glennana w dniu 7 października 1958 roku. Wkrótce potem nadano mu nazwę Project Mercury. Nazwę zapożyczono z mitologii rzymskiej, w której Merkury był bogiem handlu i zysku. Jednak twórcy nazwy mieli na myśli nie tyle mity co planetę Merkury i prędkość jej ruchu. A prędkość miała z programem Mercury wiele wspólnego. Najważniejszym celem było jak najszybsze wysłanie na orbitę Ziemi pierwszego Amerykanina. Jednak program kojarzono z prędkością także z innego powodu. Był to pierwszy ruch Amerykanów w kosmicznym wyścigu, rozpoczętym przez Związek Radziecki. Projekt miał olbrzymie znaczenie z politycznego punktu widzenia. Sytuacja wymuszała zademonstrowanie amerykańskiego panowania w kosmosie. Opinia publiczna postrzegała wtedy kosmos jako coś nadzwyczaj ważnego i było to wystarczającym powodem, żeby Eisenhower podjął tę decyzję. Nigdy nie zamierzał rozpętywać kosmicznego wyścigu, przeciwnie, wolałby go uniknąć, lecz bieg wydarzeń zmusił go do działania. Szybko centralnym punktem całej sprawy stali się sami astronauci. W latach 1961–1963 na pojazdach z tej serii odbyto 6 lotów załogowych, w tym pierwszy amerykański, orbitalny, załogowy lot kosmiczny Mercury 6. Jednym z najważniejszych założeń programu było wykorzystanie już istniejących technik wszędzie tam, gdzie tylko to możliwe, a więc również użycie wcześniej skonstruowanych rakiet do całkiem nowych celów, jakimi były loty załogowe.
Realizacja programu kosztowała 1,5 miliarda USD (w przeliczeniu na wartość dolara z 1994 roku).

## Cele i założenia
źródło
1. Okrążenie Ziemi w statku kosmicznym z człowiekiem na pokładzie.
2. Zbadanie zdolności ludzkiego organizmu do funkcjonowania w warunkach lotu kosmicznego.
3. Bezpieczne sprowadzenie na Ziemię statku kosmicznego wraz z astronautą.

Założenia zostały sformułowane tak, by mogły gwarantować, oprócz bezpieczeństwa, także ekonomiczną stabilność przedsięwzięcia.
- Jeśli tylko znajdzie to uzasadnienie, należy korzystać z opracowanych wcześniej technik i istniejącego sprzętu.
- Priorytetami w projektowaniu są niezawodność i prostota.
- Do umieszczenia statku na orbicie należy wykorzystać już istniejące rakiety.
- Należy wprowadzić intensywny i logicznie spójny system testów.

Określono również szczegółowe wymagania, dotyczące samego statku kosmicznego.

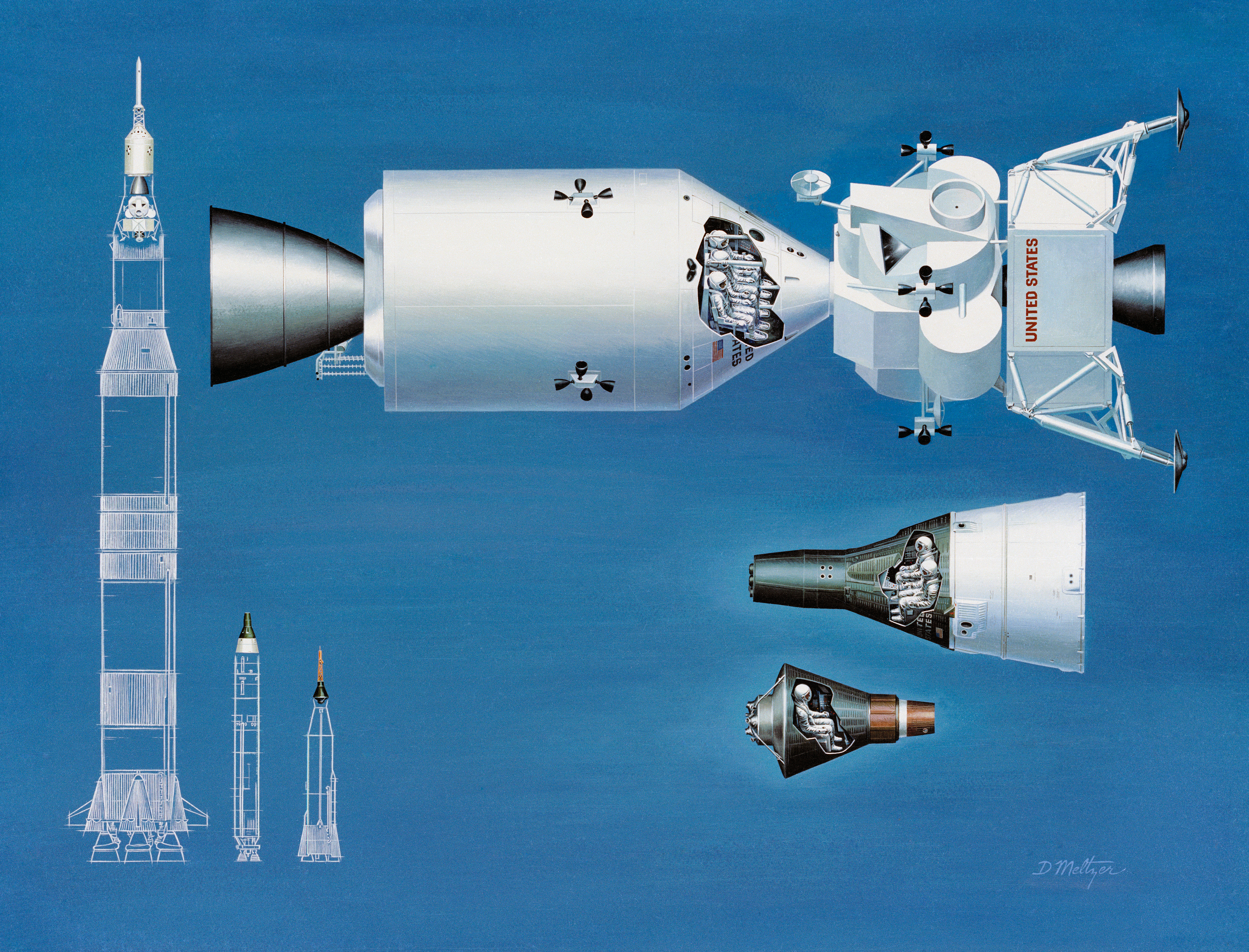
Ilustracja przedstawiająca względne rozmiary jednoosobowego statku kosmicznego Mercury, dwuosobowego Gemini oraz trzyosobowego Apollo. Zamieszczono również rysunki rakiet nośnych (Saturn V, Titan II i Atlas D) w celu pokazania ich względnych rozmiarów oraz pozycji statku kosmicznego podczas startu (zaznaczony na górze każdej z rakiet)

## Statek kosmiczny
Wymagania jakie postawiono przy budowie statku kosmicznego:
1. Statek musi być wyposażony w odpowiednim system ratunkowy – Rakietowy System Ratunkowy (LES), umożliwiający oddzielenie go od rakiety nośnej w razie konieczności nagłego przerwania misji.
2. Astronauta musi mieć możliwość ręcznego sterowania pojazdem.
3. Statek kosmiczny musi być wyposażony w silnik hamujący, umożliwiający zejście z orbity.
4. Podczas powrotu przejścia kabiny przez atmosferę wykorzystywane będzie hamowanie aerodynamiczne.
5. Konstrukcja statku musi umożliwić wodowanie[3].

Projekt zawierał wiele pionierskich rozwiązań. W wielu kwestiach nie można było się oprzeć na wcześniejszych doświadczeniach, ponieważ takie nie istniały. Poza tym, nie było pewności, w jaki sposób organizm astronauty zareaguje na stan nieważkości. W związku z tym systemy związane z powrotem z orbity początkowo działały automatycznie i były zdublowane. Zdobyte doświadczenia wykazały, że astronauci są w stanie normalnie obsługiwać wszystkie urządzenia, w związku z tym usunięto niektóre systemy zapasowe.
Systemy kapsuły obejmowały osłonę termiczną, komunikację, mechaniczne i pirotechniczne systemy sterowania, oprzyrządowanie, system podtrzymywania życia, układy elektryczne i sekwencyjne. Zarówno statek, jak i przebieg misji były tak zaprojektowane, by zminimalizować wpływ przeciążeń na astronautę. Przeciążenia działały zawsze w tym samym kierunku, wciskając astronautę w fotel. Natomiast fotele były projektowane indywidualnie dla każdego astronauty i dopasowane do jego sylwetki w skafandrze kosmicznym.
Hamowanie aerodynamiczne było najprostszym rozwiązaniem. Do ochrony kapsuły podczas przejścia przez atmosferę początkowo stosowano berylowe osłony termiczne. Później zmienione je na bardziej efektywne osłony ablacyjne wykorzystane w lotach orbitalnych. Również kolor kapsuły podyktowany był ochroną termiczną. Dzięki matowej czerni łatwo oddawała ciepło.
Tlen, pochodził z trzech kulistych zbiorników, umieszczonych wewnątrz statku, a wydychany dwutlenek węgla był pochłaniany przez filtr zawierający wodorotlenek litu. Wnętrze kabiny wypełnione było tlenem o ciśnieniu około 0,5 atmosfery. Ciśnienie w zbiornikach tlenu wynosiło w chwili startu 500 atm. Cyrkulację powietrza i chłodzenie kabiny zapewniały dmuchawy i wentylatory.
Pojazdy Mercury, nazywane kapsułami, były niewielkimi, jednoosobowymi statkami kosmicznymi. Astronauci żartowali, że do kapsuły Mercury się nie wsiada – ubiera się w nią. Wnętrze kabiny miało jedynie 1,7 metra sześciennego objętości. We wnętrzu, oprócz astronauty, znajdowało się 120 wskaźników, 55 przełączników, 30 bezpieczników i 35 dźwigni. Mimo konieczności zainstalowania tak dużej ilości układów, astronauta miał w kapsule mniej więcej tyle samo miejsca, co pilot w kabinie myśliwca. Pojazd zaprojektował Maxime Faget.
Podczas startu bezpieczeństwo pojazdu i astronauty zapewniał system ewakuacji z platformy startowej – LES. System składał się z rakiety na paliwo stałe zamontowanej na wieży nad pojazdem. W razie konieczności awaryjnego przerwania misji rakieta włączała się na jedną sekundę, wynosząc kapsułę na wystarczającą wysokość, by można było użyć głównego spadochronu. Jeśli misja przebiegała zgodnie z planem, wieżyczka LES była odrzucana natychmiast po wyłączeniu pracy głównego silnika rakiety nośnej. Odrzucenie wieżyczki odbywało się poprzez uruchomienie tego samego silnika, który w przypadku awarii służył celom ratunkowym.
Do oddzielenia pojazdu od rakiety nośnej, kapsuła odpalała trzy małe rakiety na paliwo stałe.
Pojazd posiadał jedynie silniki manewrowe. Po wprowadzeniu pojazdu na orbitę, nie można było zmienić parametrów lotu. Pojazd posiadał trzy zestawy silników manewrowych dla każdej osi obrotu (X, Y i Z), zasilane z dwóch zbiorników paliwa. Dysze sterujące wytwarzały ciąg o sile od 0,5 do 10,8 kG każda. Przez dysze wypuszczane były produkty rozkładu 90% nadtlenku wodoru. Działanie urządzeń sterujących regulowane było przez astronautę lub pilota automatycznego. Zbiorniki z nadtlenkiem wodoru znajdowały się pod fotelem pilota. Zawierały do kilkudziesięciu kilogramów H2O2.
Zejście z orbity zapewniały trzy silniki hamujące na paliwo stałe, o dziesięciosekundowym czasie pracy. Jeden zapewniał energię wystarczającą do wyhamowania i zejścia z orbity nawet w wypadku awarii dwóch pozostałych. Odpalenie powodowało spadek prędkości statku o 137 m/s i wytrącenia kapsuły z orbity. Cały pakiet silników był odrzucany przez odpalenie jednego ładunku pirotechnicznego.
Kapsuły Mercury można było całkowicie kontrolować sygnałami radiowymi z Ziemi. Było to zabezpieczenie na wypadek gdyby warunki panujące w kosmosie uniemożliwiły pilotowi normalne funkcjonowanie (podobnie jak ówczesne radzieckie statki Wostok). Do łączności z Ziemią służyły dwa nadajniki wysokiej częstotliwości o mocy 2 i 0,5 W. Na pokładzie znajdował się również nadajnik o mocy 5 W i nieprzerwanie działający radiolokator wysyłający impulsy o mocy 400 i 1000 W w pasmach C i S. W skład urządzeń radiowych wchodziły jeszcze nadajniki – „latarni”, służące do wyznaczania pozycji statku. Dwa z tych nadajników wysyłały fale wielkiej częstotliwości o mocy 1 W każdy, a dwa – sygnały o mocy 7,5 i 9,1 W. Anteny nadawczo-odbiorcze znajdowały się w cylindrycznej części statku.
Energię elektryczną dostarczało sześć baterii akumulatorów znajdujących się w trzech miejscach statku. Napięcie w sieci wynosiło 115 V, przy czym prąd stały przetwarzany był na zmienny o częstotliwości 400 Hz.
Na nosie pojazdu znajdowała się niewielka, metalowa klapa, nazywana spojlerem. W razie wejścia pojazdu w atmosferę nosem naprzód, opór powietrza opływającego spojler odwróciłby pojazd do poprawnej pozycji osłoną termiczną naprzód. Na wysokości 6400 metrów otwierał się niewielki spadochron, spowalniający lot kapsuły. Główny spadochron otwierał się na wysokości 3000 metrów. By zmniejszyć do akceptowanych wartości przeciążenie działające na pilota w chwili wodowania, kapsuła była wyposażona w perforowaną poduszkę powietrzną z włókna szklanego. Zamontowana była między kapsułą a osłona termiczną. Rozkładała się tuż przed uderzeniem w wodę pod wpływem ciężaru odrzucanej odsłony termicznej i natychmiast zasysała powietrze. Dzięki temu, w chwili wodowania na astronautę działało przeciążenie o wartości 15 g, podczas gdy bez niej osiągałoby wartość nawet 50 g. Układ sterowania położeniem w przestrzeni (ACS – Attitute Control System) był wyposażony w autopilota. Jednak astronauta miał do dyspozycji także sterowanie tempem zmiany położenia oraz dwa tryby ręcznego sterowania, elektryczny i mechaniczny. Nawet w przypadku awarii zasilania astronauta mógł kierować pojazdem za pomocą połączeń mechanicznych.
System sterowania reakcyjnego (RCS – Reaction Control System) wykorzystywał silniki korekcyjne na nadtlenek wodoru. To było proste i sprawdzone rozwiązanie. Umożliwiało manewrowanie statkiem w osi pionowej, poziomej oraz rotację. Masa statku w chwili startu wynosiła 1930 kg, po rozpoczęciu ruchu satelitarnego 1355 kg, w czasie wodowania 1130 kg, a po wodowaniu 1098 kg.
Zewnętrzny kadłub pojazdu wykonany był z cienkiej blachy stalowej, w której wytłoczone było użebrowanie zwiększające jej sztywność. Blacha pokryta była włóknem szklanym przyklejonym do niej żywicą epoksydową. Pokrycie miało na celu zwiększenie izolacji cieplnej. Wewnętrzne ściany kapsuły były wykonane z dwóch warstw blachy tytanowej o grubości 0,254 mm każda. Również w tych blachach było wytłoczone usztywniające je użebrowanie. Zespawane były szwami o długości 520 m. Pomiędzy zewnętrzną i wewnętrzną powłoką znajdowała się izolacja cieplna z fibry ceramicznej. Podstawa statku miała średnicę 1,83 m, a wysokość statku wynosiła 2,73 m. Całkowita długość kapsuły, wraz z wieżą systemu ratunkowego i silnikami hamującymi wynosiła niecałe osiem metrów. Podstawa statku to opancerzona płyta wykonana ze stopu berylowego. Między tą płytą a pozostałą częścią statku, znajdowała się warstwa izolacyjna, zabezpieczająca przed przenikaniem ciepła do wnętrza kabiny. Silniki hamujące umocowane na podstawie statku wytwarzały ciąg o sile 450 kG. Kolejne trzy silniki, również zasilane stałym paliwem, służące do oddzielenia statku od rakiety nośnej, wytwarzały ciąg o sile 180 kG. Kapsuła była wyposażona w dwa bulaje z żaroodpornego szkła (później zastosowano jedno, znacznie większe okno). Na drugim końcu pojazdu była umocowana lekka kratownica o długości 5 metrów. Na jej wierzchołku umocowany był silnik rakietowy zasilany stałym paliwem wytwarzający ciąg o sile 23 400 kG. Silnik posiadał trzy dysze, umieszczone i rozchylone tak, aby wylatujące z nich gazy nie mogły uderzyć w kabinę. Silnik ratunkowy mógł odrzucić kabinę Mercury na odległość 660 m od rakiety nośnej. W bocznej ścianie kapsuły był umieszczony otwór wejściowy. Zamykająca go szczelnie pokrywa była przymocowana sworzniami wybuchowymi. Umożliwiało to „błyskawiczne” otwarcie kabiny.
Dla każdego z astronautów budowano osobną kapsułę. Ponieważ było ich siedmiu, kapsuły nosiły cyfrę „7”, symbol siedmioosobowego zespołu. Natomiast nazwę dla swej kabiny ustalał każdy astronauta indywidualnie.
NASA zamówiła 20 seryjnych pojazdów, produkowanych przez firmę McDonnell. 5 spośród nich (numery 10, 12, 15, 17 i 19) nigdy nie poleciało. Dwa bezzałogowe pojazdy, numer 3 i 4, uległy zniszczeniu podczas lotów. Pojazd numer 11 (Liberty Bell 7) zatonął podczas wodowania i został wydobyty z dna Atlantyku po 38 latach. Zbudowano także szereg pojazdów testowych i demonstracyjnych.

## Rakiety nośne
Program Mercury korzystał z trzech typów rakiet nośnych: Little Joe, Redstone i Atlas. Little Joe był wykorzystywany do testów systemów ewakuacyjnych i procedur przerwania misji.
Redstone był wykorzystywany do lotów suborbitalnych, a Atlas do wynoszenia kapsuły na orbitę. Obie pochodziły z zasobów wojsk rakietowych, jednak znacznie różniły się możliwościami. Redstone była rakietą taktyczna. Miał posłużyć do wstępnego testowania systemów kapsuły w trakcie lotów próbnych, a w przypadku pomyślnego przejścia prób – także do przeprowadzenia dwóch lotów balistycznych, które miały trwać około dwudziestu minut, wynieść kapsułę na wysokość około dwustu kilometrów i zapewnić krótki epizod nieważkości. Atlas był międzykontynentalnym pociskiem rakietowym znajdującym się w zasobach wojsk powietrznych. W programie Mercury miał posłużyć zarówno do lotów balistycznych, jak i misji orbitalnych. Na początek zaplanowano trzy loty balistyczne, podczas których byłyby sprawdzane rakieta nośna i kapsuła, testowano by sieć śledzenia, a zespół pracujący w centrum kontroli zbierał doświadczenia. Następnie miały się odbyć próbne loty orbitalne z udziałem mechanicznego astronauty i szympansa, poprzedzające pierwsze orbitalne loty załogowe. Eksplozja rakiety Mercury-Atlas 1 w locie oznaczała, że realizacja planów opóźni mniej więcej o rok. Dlatego wiele zależało teraz od lotu pierwszej rakiety Mercury-Redstone, czyli MR-1.
Rakieta Redstone to jedna z najlepiej zaprojektowanych i przetestowanych ówczesnych amerykańskich rakiet. Nieco wcześniejsza wersja stanowiła pierwszy stopień rakiety Jupiter C, która wyniosła na orbitę pierwszego amerykańskiego satelitę Explorer 1. Przystosowanie Redstone do lotów załogowych wymagało dokonania 800 zmian. Wykorzystana w misjach MR-3 i MR-4 została zbudowana w zakładach Chryslera. Jej silnik, zaprojektowany i skonstruowany w firmie Rocketdyne będącej oddziałem amerykańskiej wytwórni lotniczej North American Aviation, wytwarzał ciąg ponad 35 ton.
Rakiety Atlas, wykorzystywane dotąd jako międzykontynentalne pociski balistyczne, wymagały wzmocnienia, gdyż kapsuła Mercury była znacznie cięższa od głowic jądrowych, które stanowiły ich dotychczasowy ładunek.
Little Joe był rakietą na paliwo stałe, zaprojektowaną specjalnie na potrzeby programu Mercury.
Brano pod uwagę wykorzystywanie rakiet Jupiter, lecz ostatecznie zrezygnowano z nich ze względów budżetowych. Rozważano także wykorzystanie rakiet Titan w późnych misjach Mercury, lecz misje te nie doszły ostatecznie do skutku. Rakiety te wykorzystano w programie Gemini.

## Załogowe placówki pozamiejscowe
źródło
W ramach programu założono trzynaście załogowych stacji śledzenia, zapewniających optymalne pokrycie pól obserwacyjnych tylko dla trzech pierwszych okrążeń Ziemi. Stacje śledzenia w wielu przypadkach były dość prymitywnymi budynkami z blachy falistej. Z zewnątrz placówki były dość łatwo rozpoznawalne z powodu lasu anten na ich dachach. Pierwsze stacje były wyposażone w dalekopisy o prędkości przesyłu sześćdziesiąt słów na minutę oraz łącze komunikacji radiowej z centralami w Londynie, Honolulu i Sydney. Kluczowe stacje rozlokowano w punktach, w których możliwe było podjęcie najważniejszych decyzji w odniesieniu do dalszych losów misji, a także w miejscach dogodnych do przeprowadzenia manewru sprowadzenia statku z orbity. Załogi tych stacji zasilano jednym z astronautów pracujących jako CapCom (operator łączności komunikujący się ze statkiem kosmicznym). Pływające stacje śledzenia na Atlantyku, Pacyfiku i Oceanie Indyjskim to statki handlowe pamiętające czasy II wojny światowej. Ponieważ statki nie przewoziły żadnych towarów, na pokładzie jako balast umieszczono kawałki betonu, aby zwiększyć zanurzenie. Nadbudówki wypełniono po brzegi elektroniką i antenami.
Stacje były rozmieszczone w następujących miejscach:
- (Atlantic Tracking Ship/„Rose Knot” Victor) – atlantycki statek śledzenia, nazwa zmieniona w trakcie programu
- Bermudy
- Kalifornia, placówka w Point Arguello
- wyspa Kanton, naziemne urządzenia sygnalizacyjne FAA (Federalnej Administracji Lotnictwa) dla komunikacji lotniczej na południowym Pacyfiku
- Wyspy Kanaryjskie
- Guaymas w Meksyku
- zlokalizowana na skraju Waimea Canyon na wyspie Kauaʻi na Hawajach
- (Indian Ocean Ship/ „Coastal Sentry” Quebec) – statek śledzenia krążący po Oceanie Indyjskim, nazwa zmieniona w trakcie programu
- Kano w Nigerii
- Muchea w Australii
- Corpus Christi w Teksasie
- Woomera w Australii, stacja zdalnego śledzenia na pustyni, na obszarze objętym testami militarnymi
- Zanzibar

Operatorzy łączności w tych stacjach rekrutowali się spośród absolwentów college’ów, była to ich pierwsza praca. Zostali dobrani w pary z kontrolerami zatrudnionymi przez Philco, firmę opracowującą najnowsze (jak na tamte czasy) technologie w elektronice. Wydaje się, że tylko bardzo młodzi ludzie byli wystarczająco zdesperowani, aby na ochotnika zgłosić do tego zadania i na długi czas zamieszkać w odległych punktach Ziemi. Po kilku tygodniach ćwiczeń kontrolerzy wyjechali w marcu 1961 roku na poszczególne stacje śledzenia.

## Astronauci

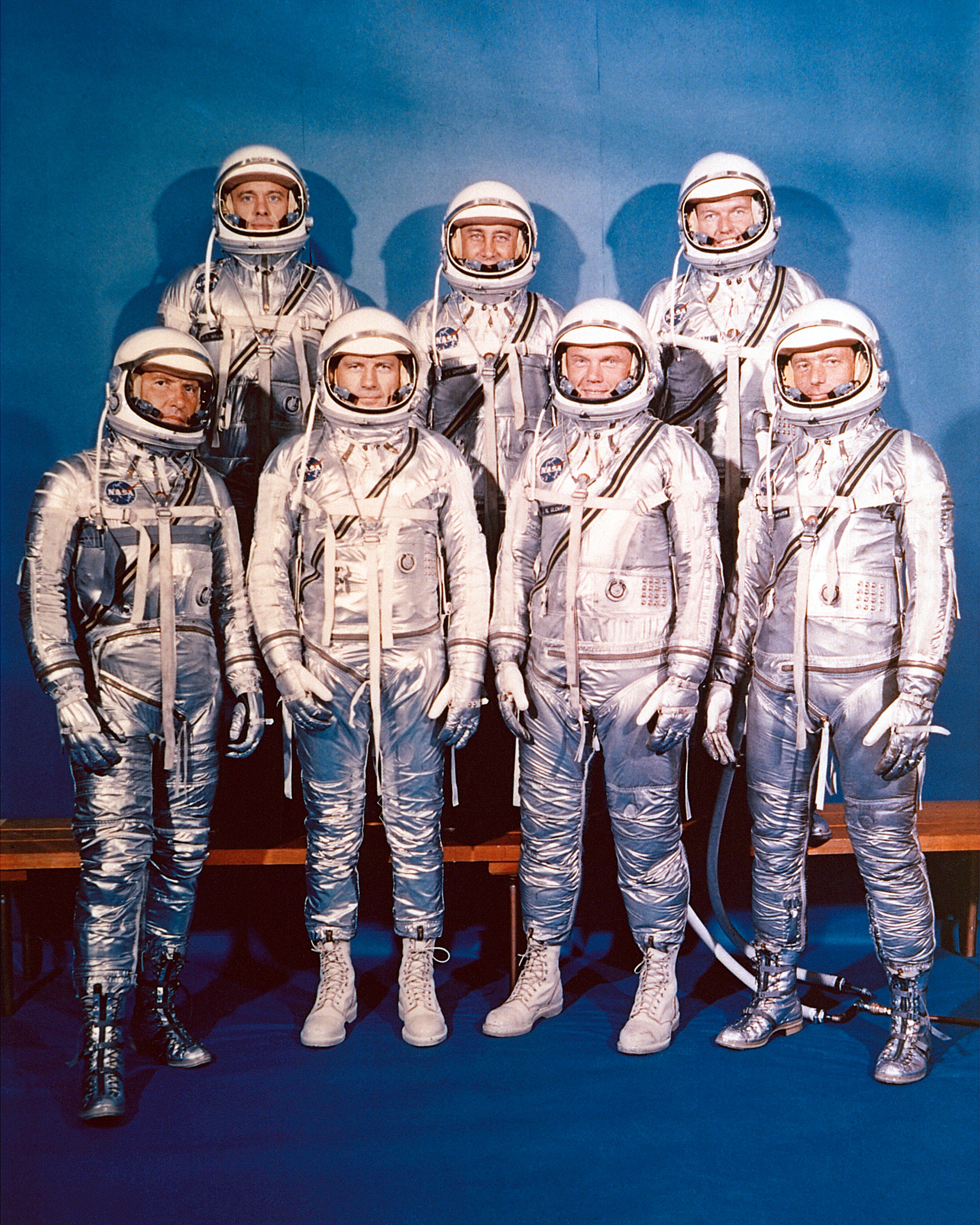
Załoga programu Mercury

Prezydent osobiście zdecydował, że będą to wojskowi piloci-oblatywacze, po studiach wyższych. Wymagane kryteria wykluczyły od razu kilku z najlepszych. Między innymi Chucka Yeagera, Billa Birdgemana i Scotta Crossfielda. Mimo to do lotów statkiem Mercury nie przyjęto żadnego marnego pilota. 22 grudnia 1958 roku NASA opublikowała pierwszy dokument, związany z projektem A, czyli Projektem Astronauta: „Zaproszenie do składania aplikacji na stanowisko Badacza Astronauty”. Był to pierwszy krok w procesie rekrutacji kandydatów i nawiązywał do „Projektu Załogowego Satelity”, z którego wywodził się program Mercury. Od zgłaszających się wymagano nie tylko kwalifikacji. Kandydaci musieli posiadać obywatelstwo Stanów Zjednoczonych, przekroczony 25. rok życia i nieosiągnięty 40. rok życia (później obniżono ją do 35 lat). Musieli być w doskonałej kondycji fizycznej, a ich wzrost nie mógł przekraczać 178 cm. Dokument definiował również wymagania dotyczące wykształcenia i przebiegu pracy zawodowej oraz doświadczeń związanych z ryzykiem i stresem. Mimo że wymagania stawiane kandydatom wydawały się prawie niemożliwe do spełnienia, NASA nie mogła narzekać na brak chętnych. Na początku 1959 roku przystąpiono do selekcji. Po pierwszym przeglądzie danych personalnych pilotów doświadczalnych lista kandydatów wyniosła 508 osób. Po naradach z dowódcami jednostek, których sondowano na temat ich podwładnych, lista skurczyła się do 110 ludzi. Po dalszych naradach i konferencjach pozostało tylko 69 pilotów. Zostali wezwani do Waszyngtonu, gdzie przedstawiciele NASA zapoznali ich ze szczegółami dotyczącego programu Mercury i ich ewentualnym udziałem w tym programie. Niektórzy kandydaci nie wykazali zainteresowania, inni obawiali się zakłócenia swej kariery lotniczej. Pozostało 32 lotników. Nastąpiła seria wyczerpujących i wyjątkowo dokładnych badań lekarskich, ze zwróceniem wielkiej uwagi na stronę testów psychologicznych. Badania były przeprowadzone w lotniczej bazie doświadczalnej w Dayton, w stanie Ohio. Po serii prób wytrzymałości i odporności, pozostało już tylko 18 najwytrwalszych i najodporniejszych. Zarząd NASA, po kolejnej selekcji dokonał w tej grupie ostatecznego wyboru. Dnia 9 kwietnia 1959 roku na uroczystej konferencji prasowej ogłoszono wybór spośród tej grupy siedmiu przyszłych astronautów, znanych w literaturze jako Oryginalna Siódemka lub The Mercury Seven. Byli podobnej budowy ciała i zbliżonego wzrostu, po części dlatego, że projekt kapsuły wykluczał osoby o wzroście przekraczającym 178 centymetrów. Wszyscy byli biali, wyznania protestanckiego, pochodzili z małych miasteczek i należeli do klasy średniej. Nie stało się tak wskutek zamierzonej dyskryminacji, po prostu tacy ludzie w tamtych czasach zostawali wojskowymi pilotami doświadczalnymi. Przedstawiciele jakiejkolwiek amerykańskiej mniejszości mieli wówczas ogromne trudności z wstąpieniem w szeregi lotnictwa wojskowego.
Doświadczenie zdobyte w czasie służby w lotnictwie sprawiło, że Siódemka Mercury’ego przywykła do niezależności i zażartej rywalizacji. Każdy z nich pragnął zostać pierwszym człowiekiem w kosmosie. Każdy z nich wierzył, że wyniki osiągnięte podczas treningów właśnie jego predysponują do nagrody. Gdy zbliżał się termin startu, Robert Gilruth poprosił każdego astronautę, aby dokonał oceny pozostałych i ułożył ranking, w którym wyższa pozycja na liście oznaczała wyższe kwalifikacje do wzięcia udziału w misji. Z siódemki wybór padł na Alana Sheparda, Gusa Grissoma i Johna Glenna. Jeden z tej trójki miał zostać pierwszym pośród równych. Kierownictwo dostrzegło konieczność zapewnienia opinii publicznej, że wśród astronautów nie pojawiły się żadne rysy czy pęknięcia. Kilka dni później pozostała czwórka wystąpiła na konferencji prasowej i stwierdziła, że wszyscy stanowią jeden zespół. Jednak ich zapewnienia nie były w stanie przesłonić oczywistego faktu, że do roli pierwszego astronauty wybrano kogo innego.
Astronauci programu byli zwykłymi ludźmi, jednak NASA usiłowała przedstawić ich jako wcielenie Prawdy, Sprawiedliwości i Amerykańskiego Sposobu Życia. Zaczęło się to już na pierwszej konferencji prasowej w kwietniu 1959 roku. John Glenn, który miał zostać pierwszym Amerykaninem w kosmosie, wstał i wygłosił mowę na temat Boga, macierzyństwa i amerykańskiej szarlotki. Dziennikarze byli zachwyceni. „Time” napisał: „Wyłowiono ich spomiędzy stusiedemdziesięciopięciomilionowego narodu; siedmiu mężczyzn wykutych z tej samej skały co Kolumb, Magellan, Daniel Boone, Orville i Wilbur Wright”. Zawarto umowę z magazynem i sprzedano prawo do wydrukowania osobistych wypowiedzi każdego z astronautów. Prawa sprzedano za blisko pół miliona dolarów. Oznaczało to więcej niż sławę, ponieważ astronauci byli pracownikami państwowymi o stawkach zaszeregowania od 8330 do 12770 dolarów. 14 września „Life” zamieścił na okładce zdjęcia astronautów i poświęcił im osiemnaście stron zatytułowanych Gotowi tworzyć historię. W tydzień później w podobny sposób potraktowano żony astronautów. Artykuł miał czternaście stron i nosił tytuł Siedem dzielnych kobiet wspierających astronautów. Cześć oddawana nowym bohaterom nie była dodatkowym elementem programu ani jego przypadkowym produktem ubocznym. Stanowił jego istotny składnik. Astronauci mieli nadać ludzką twarz programowi kosmicznemu; programowi, który był surogatem wyścigu zbrojeń i symbolizował nadzieję, że Ameryka potrafi sprostać zagrożeniu ze strony ZSRR. Mieli wzbudzić w Amerykanach dumę i podziw, i odegrali tę rolę dobrze, jeśli nawet ich loty ograniczałyby się do bezczynnego siedzenia w kabinie.
Spośród tej siódemki sześciu poleciało w kosmos w ramach programu Mercury. Deke Slayton został uziemiony ze względu na kłopoty z krążeniem. Ostatecznie poleciał dopiero w zamykającej pierwszy okres amerykańskich lotów kosmicznych misji Sojuz-Apollo. Scott Carpenter i John Glenn nie uczestniczyli w późniejszych programach Gemini i Apollo. Glenn po 36 latach został uczestnikiem misji STS-95 na pokładzie wahadłowca Discovery. Gordon Cooper w ramach programu Gemini odbył swój drugi lot jako dowódca statku Gemini 5. Walter Schirra uczestniczył nie tylko w programie Mercury, ale także Gemini i Apollo. Alan Shepard w wieku 47 lat wziął udział w locie na Księżyc jako dowódca Apollo 14. Gus Grissom uczestniczył w programie Mercury i Gemini, a następnie został dowódcą pierwszej misji Apollo. Zginął w pamiętnym pożarze kapsuły Apollo 1 podczas ćwiczeń.
Poczynając od pierwszego lotu Alana Sheparda w kapsule ochrzczonej Freedom 7, astronauci przyjęli zwyczaj nadawania swoim kapsułom Mercury nazwy kończącej się na cyfrę 7 – aby podkreślić, że na loty pracował cały zespół.
- Porucznik Malcom S. „Scott” Carpenter (US Navy) (1925-2013)
- Kapitan L. Gordon Cooper Jr. (US Air Force) (1927-2004)
- Podpułkownik John H. Glenn Jr. (US Marine Corps) (1921-2016), pierwszy Amerykanin na orbicie Ziemi
- Kapitan Virgil I. „Gus” Grissom (US Air Force) (1926-1967)
- Major Walter M. „Wally” Schirra Jr. (US Navy) (1923-2007)
- Major Alan B. Shepard Jr. (US Navy) (1923-1998), pierwszy Amerykanin w kosmosie
- Kapitan Donald K. „Deke” Slayton (US Air Force) (1924-1993)

## Loty
Program miał charakter rozwojowy. Loty bezzałogowe, loty z udziałem małp, a następnie ludzi tworzyły trzy etapy, podczas których wykorzystywano inne rakiety nośne i kapsuły. W ramach programu wykonano 20 startów bezzałogowych. Nie wszystkie miały za zadanie lot w przestrzeń kosmiczną i nie wszystkie były udane. Piąty lot, w 1959 roku, wyniósł w kosmos małpę o imieniu Sam. Innymi zwierzęcymi pasażerami były małpa Miss Sam, a także Ham i Enos – szympansy.

### Bezzałogowe
Loty bezzałogowe miały dla programu podstawowe znaczenie, chociaż nie przykuwały uwagi opinii publicznej w takim stopniu jak załogowe. Jednak to one umożliwiły przeprowadzenie dwóch kolejnych etapów. NASA nie umieściłaby człowieka na pokładzie statku, który nie zapewniałby astronaucie bezpieczeństwa, i nie próbowałaby go umieścić na orbicie, posługując się w tym celu rakietą nośną, która nie przeszła lotów testowych.
- Mercury-Jupiter – Misja odwołana w lipcu 1959 roku. Jupiter miał stanowić napęd suborbitalnej misji Mercury, jednak wariantu tego nigdy nie oblatano.
- Mercury-Little Joe 1 – 21 sierpnia 1959 – Cel: test systemu ratunkowego LES w punkcie max Q (punkt maksymalnego ciśnienia dynamicznego, w którym konstrukcja pojazdu podlega największemu obciążeniu). Misja nieudana. 30 minut przed startem uruchomił się silnik systemu awaryjnego, unosząc Little Joe na wysokość 600 m. Po 20 sekundach lotu, rakieta uderzyła w ziemię 600 m od platformy startowej.
- Mercury-Big Joe 1 – 9 września 1959 – Cel: test ablacyjnej osłony termicznej. Big Joe I wyniósł kapsułę Merkury na wysokość 153 kilometrów. Osłona termiczna przetrwała powrotne przejście przez atmosferę i była w dobrym stanie po wyłowieniu z Atlantyku. Parametry lotu: osiągnięta odległość – 2292 km, czas lotu – 13 min.
- Mercury-Little Joe 6 – 4 października 1959 – Cel: test aerodynamiki i wytrzymałości kapsuły. Wystrzelenie Little Joe 6 miało również na celu sprawdzenie działania systemu ratunkowego LES. Parametry: wysokość – 59,5 km, odległość – 127 km, czas trwania lotu – 5 min 10 s[3].
- Mercury-Little Joe 1A – 4 listopada 1959 – jak Little Joe 1. Parametry lotu: wysokość – 14,5 km, odległość – 18,5 km, czas 8 min 11 s. Misja częściowo udana. Manewr przerwania misji przeprowadzono przy innym obciążeniu niż zakładano, w związku z czym zaplanowano kolejny test.
- Redstone Beach Abort – 9 maja 1960 – test systemu ratunkowego LES podczas startu. Bezzałogowy test spadochronów i układów związanych z lądowaniem podczas przerwania misji w trakcie startu. Misja udana. Parametry: wysokość – 800 m, odległość – 1,57 km, czas – 1 min 16 s[3].
- Mercury-Atlas 1 – 29 lipca 1960 – pierwszy lot kapsuły Mercury na rakiecie Atlas. Misja nieudana. Mercury-Atlas I był lotem bezzałogowym, a w konstrukcji statku nie było systemu ratunkowego. Miał to być lot suborbitalny. Kapsuła była wyposażona w prawdziwe silniki, służące do separacji i imitacje silników hamujących. Konstrukcja rozpadła się 58 s. po starcie. Parametry lotu: wysokość – 13 km, odległość – 9,6 km, czas 3 min 18 s[3].
- Little Joe 5 – 8 listopada 1960 – pierwszy lot seryjnego pojazdu Mercury. Misja nieudana. Bezzałogowy lot, podczas którego miał odbyć się test systemu LES z jednym z serii 20 wyprodukowanych egzemplarzy kapsuły (egzemplarz nr 3). Statek uległ całkowitemu zniszczeniu[3].
- Mercury-Redstone 1 – 21 listopada 1960 – rakieta uniosła się na wysokość 96 mm (3,8 cala), gdy nastąpiła usterka elektryczna, która wywołała wyłączenie się silników. Rakieta opadła na stanowisko startowe, a dzięki zainicjowaniu systemów ratunkowych kapsuła bezpiecznie oddaliła się od rakiety, uniesiona wieżą ratunkową[7].
- Mercury-Redstone 1A – 19 grudnia 1960 – Cel: test systemów i procedur podczas lotu suborbitalnego. Ponowna próba z użyciem rakiety Redstone, poprzedzająca lot ze zwierzęciem na pokładzie. Przetestowano instrumenty pokładowe, silniki służące do separacji, silniki hamujące oraz układy wykorzystywane podczas powrotu kapsuły na Ziemię. Misja zakończona sukcesem.
- Mercury-Atlas 2 – 21 lutego 1961 – test pojazdu Mercury i rakiety Atlas. Lot suborbitalny, w którym testowano zapłon rakiety Atlas, a przede wszystkim zdolność statku do przetrwania powrotnego przejścia przez atmosferę po awaryjnym przerwaniu misji. Misja udana. Parametry: wysokość – 183 km, odległość – 2305 km, czas lotu – 17 min 56 s.
- Little Joe 5A – 18 marca 1961 – Cel: test seryjnego egzemplarza kapsuły Mercury w punkcie max Q. Próba miała dowieść, że wytrzymałość konstrukcji jest wystarczająca, by pojazd zniósł największe obciążenia, jakim zostanie poddany podczas lotu orbitalnego. Misja częściowo udana. Parametry: wysokość – 12,4 km, odległość – 29 km, czas – 5 min 25 s.
- Mercury-Redstone BD – 24 marca 1961 – lot testowy w ramach rozwoju rakiety Redstone
- Mercury-Atlas 3 – 25 kwietnia 1961 – test pojazdu Mercury z rakietą Atlas
- Little Joe 5B – 28 kwietnia 1961 – Cel: test seryjnego egzemplarza kapsuły Mercury w punkcie max Q. Trzecie podejście do testu z misji Little Joe 5, który miał udowodnić, że seryjnie produkowany statek jest w stanie przetrwać największe ciśnienie dynamiczne, jakie miało pojawić się w trakcie lotu na orbitę.
- Mercury-Atlas 4 – 13 września 1961 – test pojazdu Mercury i rakiety Atlas
- Mercury-Scout 1 – 1 listopada 1961 – test sieci namierzania kapsuł Mercury

### Loty z małpami

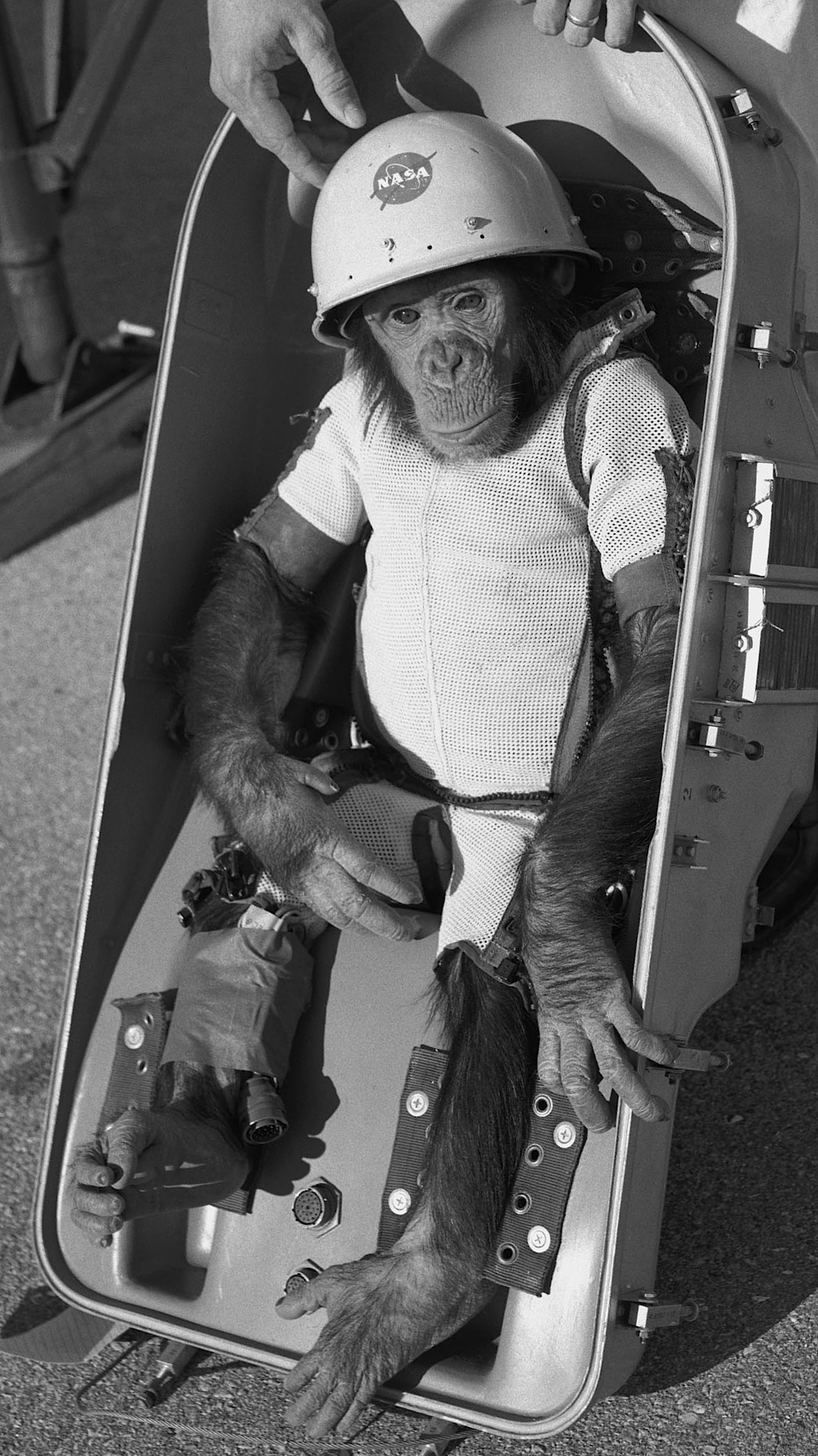
Szympans Ham przygotowany do lotu w kosmos

- Mercury-Little Joe 2 – 4 grudnia 1959 – Parametry lotu: wysokość – 88 km, odległość 312 km, czas trwania lotu – 11 min 6 s. Cel: przerwanie misji ze ssakiem naczelnym na pokładzie na dużej wysokości. Znajdujący się w kapsule rezus Sam był pierwszą małpą, która osiągnęła granice przestrzeni kosmicznej. Poza tym w kapsule znalazły się nasiona roślin, jaja owadów i bakterie.
- Mercury-Little Joe 1B – 21 stycznia 1960 – Parametry lotu: wysokość – 15 km, pokonana odległość – 19 km, czas trwania lotu – 8 min 35 s. Cel: test systemu ratunkowego LES w punkcie max Q (powtórka Little Joe 1). Kolejny, po dwóch nieudanych, test systemu ratunkowego LES. Na pokładzie znajdowała się samica rezusa o imieniu Miss Sam.
- Mercury-Redstone 2 – 31 stycznia 1961 – szympans Ham odbywa lot suborbitalny.
- Mercury-Atlas 5 – 29 listopada 1961 – szympans Enos wykonuje lot orbitalny, dokonując dwukrotnego okrążenia Ziemi.

### Misje załogowe

#### Suborbitalne
- Mercury 3 (Freedom 7) – 5 maja 1961 – Alan Shepard
- Mercury 4 (Liberty Bell 7) – 21 lipca 1961 – Virgil Grissom

#### Orbitalne
- Mercury 6 (Friendship 7) – 20 lutego 1962 – John Glenn
- Mercury 7 (Aurora 7) – 24 maja 1962 – Scott Carpenter (zastąpił Deke'a Slaytona)
- Mercury 8 (Sigma 7) – 3 października 1962 – Walter Schirra
- Mercury 9 (Faith 7) – 15 maja 1963 – Gordon Cooper
- Mercury 10 (Freedom 7-II) – październik 1963 – Alan Shepard (misja odwołana)
- Mercury 11 – listopad 1963 – Virgil Grissom (misja odwołana)
- Mercury 12 – koniec 1963 – Walter Schirra (misja odwołana)

## Godła misji Mercury
W przeciwieństwie do wszystkich kolejnych amerykańskich programów lotów załogowych, załogi poszczególnych misji pojazdów Mercury nie posiadały indywidualnych godeł czy naszywek. Jedynymi elementami graficznymi wyróżniającymi poszczególne misje były insygnia na pojazdach – każda z kapsuł posiadała własny znak graficzny, namalowany na poszyciu pojazdu.

## Varia
- Astronauci programu Mercury szkolili się między innymi w bazie sił powietrznych Langley w Hampton w stanie Wirginia. Kilka mostów w Hampton nosi imiona astronautów, a główna ulica miasta nosi nazwę Mercury Boulevard.
- Chciwi sensacji dziennikarze szybko wyłowili podobieństwa i różnice kandydatów na astronautów. Potencjalni astronauci byli żonaci i posiadali dzieci. Wszyscy byli szatynami z wyjątkiem Johna Glenna, którego rzednące włosy miały kolor czerwieni. We wzroście istniała rozpiętość zaledwie 10 centymetrów (najwyższy był Shepard – 172 centymetry, najniższy Grissom – 162 centymetry). Najcięższy był Schirra – 82 kg (musiał pośpiesznie stracić dwa kilogramy), najmniej ważył Cooper – 69,5 kg[5].
- W ramach prób wytrzymałościowych kandydaci musieli między innymi trzymać przez siedem minut gołe stopy w lodowatej wodzie; przebywać w nieoświetlonej i akustycznie izolowanej kabinie przez 48 godzin lub przez dwie godziny „wypoczywać” w termicznej kabinie o temperaturze 45 stopni[5].
- Do ćwiczeń w stanie nieważkości przystosowano samolot transportowy Convair 131-B[5].

## Podsumowanie
Doświadczenia z kapsułami Mercury stanowiły pierwszą fazę amerykańskiego programu mającego na celu lądowanie na Księżycu. W statkach tych po raz pierwszy amerykańscy piloci wzlecieli ponad Ziemię. Mercury to były kabiny jednoosobowe. Można było wykorzystać je jedynie do prostych eksperymentów, ale umożliwiły one pierwszy „krok” w przestrzeń pozaziemską. Stanowiły niejako preludium do bardziej skomplikowanych doświadczeń, które miano realizować już przy wykorzystaniu większych i bardziej doskonałych statków.
Program miał przełomowy charakter. Startujący od zera Amerykanie nie tylko przeprowadzili loty suborbitalne, bezzałogowe i z udziałem zwierząt, ale wprowadzili na orbitę astronautę, który spędził w przestrzeni kosmicznej ponad dobę. I chociaż nie wszystko zawsze szło jak należy, nie poniesiono żadnych strat, nawet wśród wykorzystywanych w programie małp.
Polityczne kalkulacje stojące za programem były z całą pewnością nie mniej skomplikowane od wyzwań, jakie stanęły przed inżynierami. Podbój kosmosu wzbudził w społeczeństwie ogromne emocje, jednak w rządzie miał nie mniej przeciwników co zwolenników, a jego finansowanie było nieustannie zagrożone.
Po stronie zysków zaliczyć można fakt, że James E. Webb, administrator NASA w latach 1961-68, miał znacznie więcej talentu od wszystkich polityków razem wziętych, dzięki czemu skutecznie bronił programów Mercury, Gemini i Apollo przed zakusami kongresu.
Jeden z najważniejszych wniosków, jaki wyciągnięto z doświadczeń programu Mercury, brzmiał: „Systemy ręcznego sterowania, którymi ma posługiwać się astronauta, muszą być dostosowane do ograniczonej przestrzeni kapsuły, ograniczonych możliwości wykonywania ruchów w skafandrze i warunków nieważkości”.